# Contea di Marquette (Wisconsin)
La contea di Marquette (in inglese, Marquette County) è una contea dello Stato del Wisconsin, negli Stati Uniti. La popolazione al censimento del 2000 era di 15 832 abitanti. Il censimento del 2010 riportava 15 404 abitanti. Il capoluogo di contea è Montello.